# Альфа Павлина
Альфа Павлина (α Pav) — наиболее яркая звезда в созвездии Павлина. Является звездой второй звёздной величины.
У звезды есть также собственное имя Пикок (или Пеакок), и в отличие от всех известных именных звёзд, имя данной звезды было определено только в 1930-х годах при создании навигационного альманаха для Королевских ВВС. Пиакок является одной из двух звёзд, у которого нет классического имени (другая такая звезда — Эта Киля). Следует отметить, что из-за большого южного склонения звезда не была видна даже в Древнем Египте.
Название звезда получила от Pavo — по латыни означающее «павлин».
С помощью спектрального анализа удалось установить, что звезда является спектрально-двойной.

## Свойства
Пеакок является достаточно мощной и очень горячей звездой со светимостью примерно 2 тыс. солнечных достаточно редкого спектрального класса B2, таким образом, Пеакок приближается по свойствам к голубым гигантам. Масса Пеакока не очень велика — не более 6 солнечных, а температура поверхности очень высокая (втрое выше солнечной). Расстояние до Земли — около 190 световых лет.

## Условия наблюдения
На территории России звезда, так же как и созвездие Павлина, не наблюдается. Видимость начинается с 33-й северной параллели. Однако по мере прецессии звезда станет видна в средних широтах России приблизительно к 6000 году н. э.

## Использование названия звезды в военной технике
Пеакок использовался в качестве названия четырёх кораблей ВМС США : USS Peacock (1813), USS Peacock (1828), USS Peacock (AM-46) и USS Peacock (MSC-198).